# Paolo Serventi Longhi
Paolo Serventi Longhi (Roma, 13 marzo 1949) è un giornalista italiano, è stato il segretario generale della FNSI, la Federazione Nazionale della Stampa Italiana dal 1996 al 2007.

## Carriera
Lavora all'ANSA dal 1974 e nel 1992 ne diviene caporedattore della redazione parlamentare.
Dal 1994 al 1996 è segretario dell'Associazione Stampa Romana. Nel maggio 1996 il XXII Congresso della Federazione Nazionale della Stampa Italiana, tenutosi a Villasimius, lo elegge Segretario Nazionale del sindacato unitario.
In base al nuovo statuto, viene eletto Segretario Generale del sindacato il 23 novembre 2001 nel corso del 23º Congresso nazionale della FNSI di Montesilvano.
Lascia il suo incarico nel novembre 2007. Nel giugno 2008 assume l'incarico di direttore di Rassegna Sindacale, settimanale della CGIL.
Nell'aprile 2012 è eletto Vice Presidente vicario dell'Inpgi, l'Istituto di previdenza dei 
giornalisti italia, presso il quale aveva in precedenza ricoperto la carica di consigliere di amministrazione. Nel 2016, lasciata la carica di vice Presidente, viene rieletto consigliere di amministrazione dell'Inpgi.

## Altre cariche
Confermato per il secondo mandato nel maggio 2007, nel comitato esecutivo della International Federation of Journalists (IFJ), che conta circa 500.000 iscritti in 100 nazioni.